# Bill Derlago
William Anthony „Bill“ Derlago (* 25. August 1958 in Birtle, Manitoba) ist ein ehemaliger kanadischer Eishockeyspieler. Der Center absolvierte zwischen 1978 und 1987 über 500 Spiele für fünf Teams in der National Hockey League, den Großteil davon für die Toronto Maple Leafs.

## Karriere
Bill Derlago wurde in Birtle geboren und wuchs im nahe gelegenen Beulah auf. In seiner Jugend lief er unter anderem für die  McCauley Selects sowie die Brandon Travellers auf, bevor er 1974 zu den Brandon Wheat Kings in die Western Canadian Hockey League (WCHL) wechselte. Dort verbrachte er eine herausragende Juniorenkarriere, so verzeichnete der Angreifer in jeder seiner drei kompletten Spielzeiten mehr als 100 Scorerpunkte. In der Saison 1976/77 führte er die gesamte WCHL mit 176 Punkten an, sodass er mit der Brownridge Trophy geehrt wurde, während er mit 96 Treffern auch zum besten Torjäger der Liga wurde und man ihn ins WCHL First All-Star Team wählte. In den anschließenden Playoffs um den President’s Cup belegte der Kanadier ebenfalls Rang eins der Scorerliste, jedoch unterlagen die Wheat Kings im Finale den New Westminster Bruins mit 1:4. Den Titel des besten Torschützen verteidigte er im Folgejahr mit 89 Toren, sodass er im WCHL Second All-Star Team Berücksichtigung fand. Anschließend wählten ihn die Vancouver Canucks im NHL Amateur Draft 1978 an vierter Position aus.
Der Wechsel in den Profibereich wurde durch eine Knieverletzung erschwert, aufgrund derer Derlago in der Spielzeit 1978/79 nur neun Partien für Vancouver in der National Hockey League (NHL) absolvierte; hinzu kamen elf Einsätze für die Dallas Black Hawks in der Central Hockey League, das Farmteam der Canucks. Anschließend verbrachte er nur noch eine knappe halbe Spielzeit im pazifischen Nordwesten, da er nach nicht erfüllten Erwartungen im Februar 1980 samt Rick Vaive an die Toronto Maple Leafs abgegeben wurde. Im Gegenzug wechselten Tiger Williams und Jerry Butler nach Vancouver. Im Trikot der Maple Leafs bestätigte der Center seine Scorerqualitäten aus Juniorenzeiten, so verzeichnete er in der Spielzeit 1980/81 mit 84 Punkten aus 75 Spielen seinen Karriere-Bestwert sowie erstmals einen Punkteschnitt von über 1,0 pro Spiel. Zwei Jahre später erreichte er zudem die Marke von 40 Toren.
Nach über fünf Jahren in Toronto wurde Derlago im Oktober 1985 im Tausch für Tom Fergus zu den Boston Bruins transferiert, die ihn in einer defensiveren Rolle einsetzten und bereits im Januar 1986 für Wade Campbell zu den Winnipeg Jets schickten. In seiner Heimat Manitoba verbrachte er ein Jahr, ohne an seine früheren Leistungen anknüpfen zu können, und wurde im Januar 1987 für ein Viertrunden-Wahlrecht im NHL Entry Draft 1989 an die Nordiques de Québec abgegeben. Diese sollten seine letzte NHL-Station darstellen, wobei er zu etwa gleichen Teilen beim Farmteam, den Fredericton Express, in der American Hockey League zum Einsatz kam. Anschließend ließ er seine Karriere beim HC Ambrì-Piotta in der Schweizer Nationalliga A ausklingen und beendete 1988 seine aktive Laufbahn, in der er insgesamt 568 NHL-Spiele bestritten und dabei 421 Punkte erzielt hatte.

## Erfolge und Auszeichnungen
- 1977 Brownridge Trophy
- 1977 WCHL First All-Star Team
- 1978 WCHL Second All-Star Team

## Karrierestatistik
(Legende zur Spielerstatistik: Sp oder GP = absolvierte Spiele; T oder G = erzielte Tore; V oder A = erzielte Assists; Pkt oder Pts = erzielte Scorerpunkte; SM oder PIM = erhaltene Strafminuten; +/− = Plus/Minus-Bilanz; PP = erzielte Überzahltore; SH = erzielte Unterzahltore; GW = erzielte Siegtore; 1 Play-downs/Relegation; Kursiv: Statistik nicht vollständig)